# Songdo (métro de Séoul)
Songdo (hangeul : 송도 ; hanja : 松島) est une station de passage de la ligne Suin–Bundang du métro de Séoul. Elle est située au 175 Biryu-daero, quartier Okryeon-dong dans l'arrondissement Yeonsu-gu sur le territoire de la ville métropolitaines Incheon, au sud-ouest de Séoul, en Corée du Sud.

## Situation sur le réseau

Plan du réseau (2023)

Établie en aérien, la station Songdo est une station de passage de la ligne Suin–Bundang du métro de Séoul. : elle est située entre la station Yeonsu, en direction du terminus nord Cheongnyangni, et la station Inha University, en direction du terminus ouest Incheon.